# Randa Jarrar
Randa Jarrar, född i Chicago 1978, är en amerikansk författare och översättare med arabiska rötter. Hon växte upp i Kuwait och Egypten, och återvände till USA 1991, vid tretton års ålder. Per 2010 bor hon i Austin i Texas.
Hennes debutroman A Map of Home gavs ut 2008. Den fick mycket goda recensioner, och vann Hopwood Award, Gosling Prize och Arab-American Book Award. Hon har fått noveller publicerade bland annat i litteraturmagasinet Ploughshares, och har översatt Hassan Daouds roman The Year of the Revolutionary New Bread-Making Machine till engelska.
Jarrar var en av de 39 arabiska författare under 40 år som valdes ut till antologin Beirut 39, huvudprojektet när Beirut var Unescos bokhuvudstad 2009.